# NGC 1893
NGC 1893 est un amas ouvert situé dans la constellation du Cocher. Cet amas est situé au cœur de la nébuleuse en émission IC 410. Il a été découvert par l'astronome britannique John Herschel en 1827.
NGC 1893 est à environ 3 280 pc (∼10 700 al) du système solaire. La base de données WEBDA indique un âge de 10,6 millions d'années, mais d'autres sources indiquent un age encore plus jeune, de 4 à 6 millions d'années. La taille apparente de l'amas est de 25,0 minutes d'arc, ce qui, compte tenu de la distance, donne une taille réelle maximale d'environ 78 années-lumière.

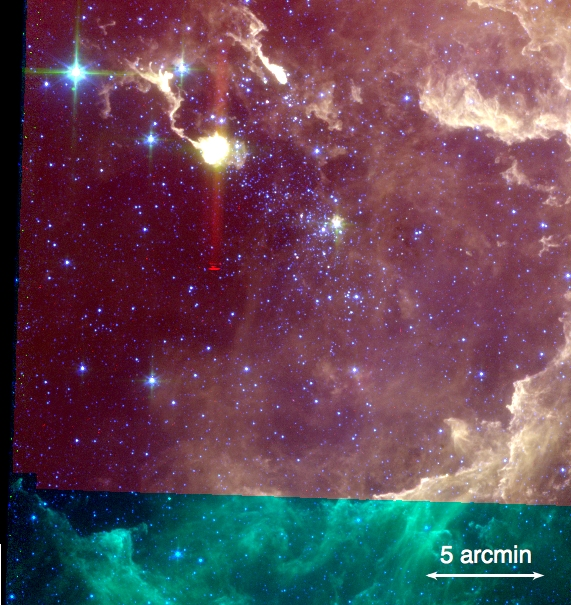
NGC 1893, Spitzer Space Telescope.

## Proximité galactique
NGC 1893 est situé à proximité de plusieurs objets de Messier tels M36, M37, M38, et d'autres objets du catalogue NGC tels NGC 1857 et NGC 1778, ainsi que d'objets de l'Index Catalogue tels IC 405, IC 410 et IC 2120.